# Vivo (empresa de telecomunicaciones)
Vivo es una tecnológica de telecomunicaciones brasileña, propiedad de Telefônica Brasil, subsidiaria de la española Telefónica. Es la empresa de telecomunicaciones más grande de Brasil con más de 76 millones de usuarios. Tiene su sede en el barrio Brooklin Novo de São Paulo.

## Historia
La empresa se formó originalmente como parte de Telebrás, el monopolio estatal de telecomunicaciones de ese momento. En 1998, Telebrás se separó y se privatizó. 
Telefónica compró Telesp, que era la división de São Paulo, y la renombró a Telefónica. La marca Vivo fue lanzada el 13 de abril de 2003, como un proveedor de servicios de telefonía móvil. Se originó a partir de la fusión de varias operaciones brasileñas de telefonía móvil en una empresa conjunta propiedad de Portugal Telecom (PT) y la española Telefónica. Hasta 2006, el grupo estaba compuesto por seis sociedades que en noviembre de 2005, se fusionaron en una única sociedad de cartera, "Vivo Participações". La operación concluyó el 22 de febrero de 2006. En julio de 2010, Telefónica compró las acciones de PT.
El 15 de abril de 2012, todos los servicios de Telefónica fueron renombrados nuevamente a Vivo, utilizando la misma estrategia de unificar todos sus servicios en una marca única, como en el caso de Movistar (Hispanoamérica y España) y O2 (resto de Europa).

### Empresas fusionadas
Las siguientes compañías se fusionaron para formar Vivo:
Propiedad de Telefónica
- Telefónica Celular (Río de Janeiro, Espírito Santo, Rio Grande do Sul)
- Telebahia Celular (Bahía)
- Telergipe Celular (Sergipe)
- Telesp Landline (São Paulo)

Propiedad de Portugal Telecom
- Telesp Celular (São Paulo)
- Global Telecom (Paraná, Santa Catarina)
- Norte Brasil Telecom (a.k.a. NBT) (Amazonas, Roraima, Pará, Amapá, Maranhão)

Adquiridas por el joint venture de ambas empresas
- TCO Celular (Goiás, Distrito Federal, Acre, Tocantins, Mato Grosso, Mato Grosso do Sul)
- Telemig Celular (Minas Gerais)

Nuevas operaciones
- Vivo (Ceará, Alagoas, Rio Grande do Norte, Pernambuco, Paraíba, Piauí), desde octubre de 2008.

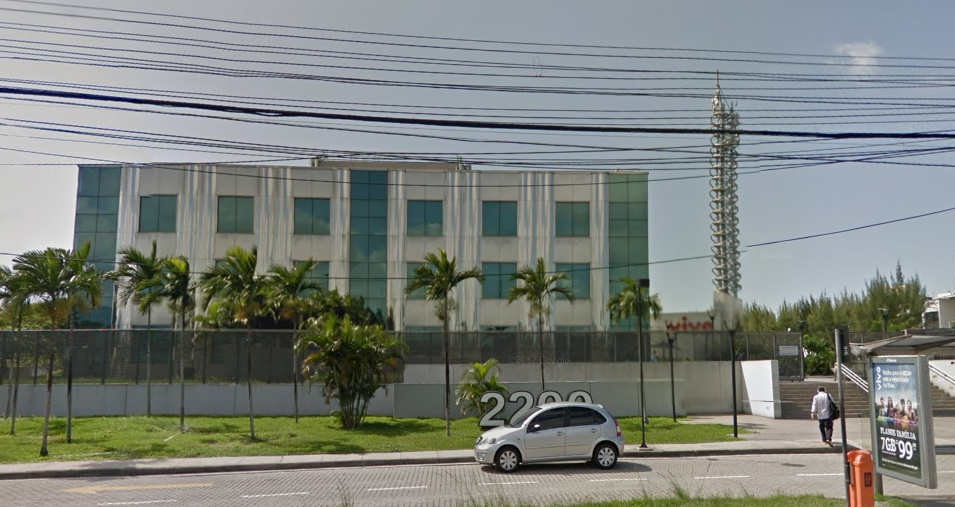
Edificio de Vivo en Río de Janeiro.

En la actualidad, Vivo opera redes UMTS, 3G y 4G LTE de banda 7 en las principales ciudades. Inicialmente, la red se basaba en AMPS analógicos (IS-95) y partes (resultado de la adquisición de otras empresas), utilizando TDMA (IS-136). Todos estos se están convirtiendo a GSM desde 2006, cuando, después de años de ser la única red CDMA, Vivo anunció una red GSM y que operaría tanto en CDMA como en GSM . La red CDMA se convirtió gradualmente a CDMA2000 en las principales ciudades. La red CDMA se suspendió en noviembre de 2012.
Vivo posee las siguientes marcas:
- Vivo Móvel (servicio móvil)
  - Vivo 3G (3G UMTS/HSDPA)
  - Vivo 3G Plus (3G HSPA+)
  - Vivo 4G (4G LTE)

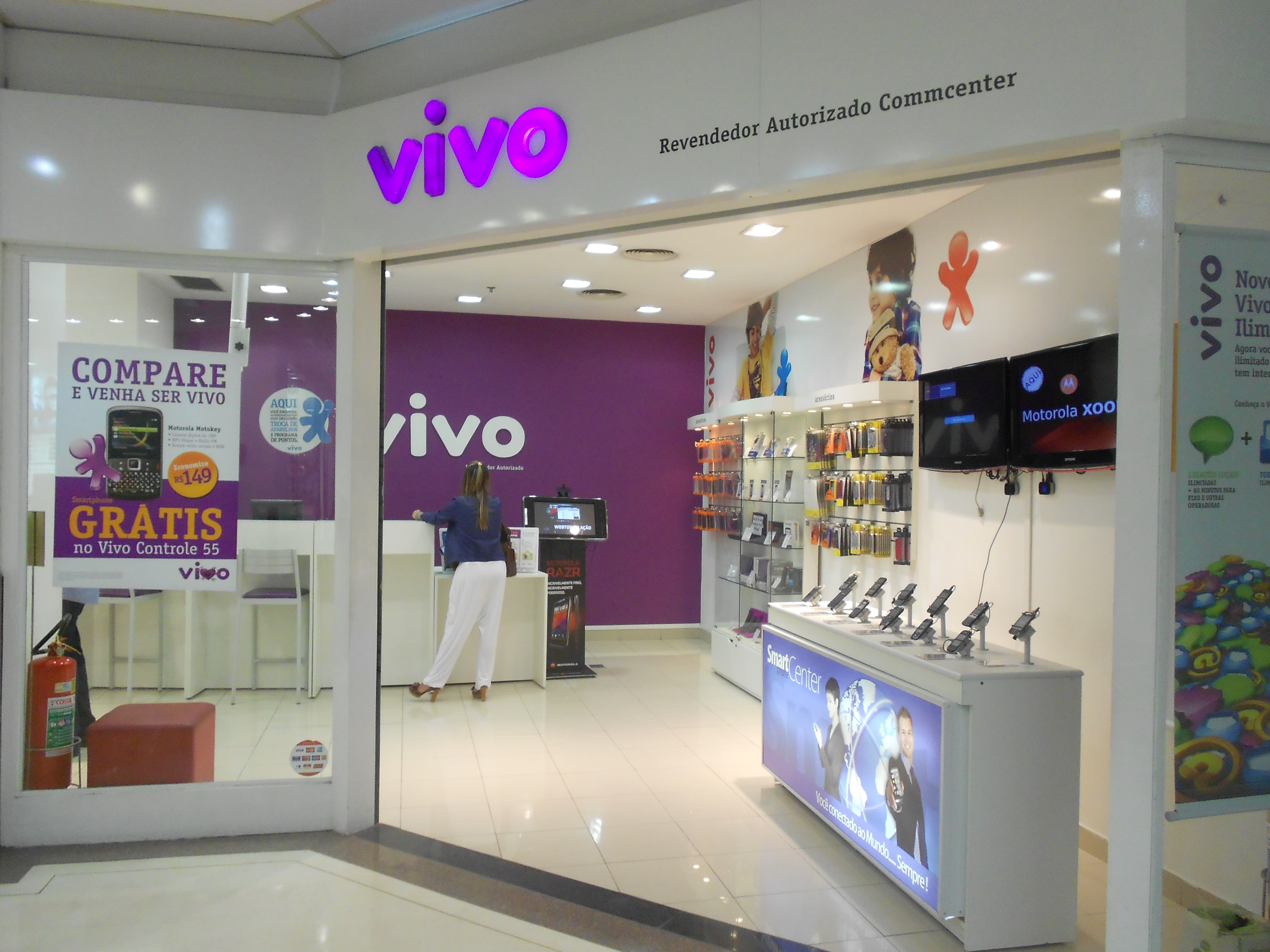
Tienda Vivo en Río de Janeiro.

  - Vivo 4G Plus (4G LTE Advanced Pro)
- Vivo Fixo (servicio telefónico fijo, anteriormente Telefônica)
- Vivo Internet
  - Vivo Internet Fixa (ADSL banda ancha, anteriormente Speedy)
  - Vivo Internet Plus (Banda ancha por cable, anteriormente Ajato y Vivo Speedy)
  - Vivo Internet Fibra (fibra (FTTH))
- Vivo TV (televisión por satélite, anteriormente Telefônica TV Digital)
  - Vivo TV Plus (televisión por cable, anteriormente TVA)
  - Vivo TV Fibra (servicio de televisión por fibra FTTH)